# K-150 Tomsk
K-150 Tomsk je jaderná ponorka s řízenými střelami Projektu 949A Antěj ruského námořnictva.

## Konstrukce
Stavbu lodi (pořadové číslo 663) zahájil podnik PO Sevmaš v Severodvinsku dne 27. srpna 1991. Patronát nad lodí převzala správa Tomské oblasti, v rámci čehož ponorka 13. dubna 1993 obdržela jméno Tomsk. Spuštěna na vodu byla v červenci 1996.

## Služba
Dne 17. června 1997 byla zařazena k 1. ponorkové flotile Severního loďstva. V roce 1998 při plavbě Severním ledovým oceánem do Petropavlovsku-Kamčatského pod ledem byl na palubě přítomen petropavlovský a kamčatský biskup Ignatij Pologrudov, který za dobu plavby sloužil jako lodní zpovědník a kněz. Dne 9. října 1998 se Tomsk stal součástí 10. divize ponorek u Tichooceánského loďstva se základnou ve Viljučinsku.
Od roku 2010 byla loď v opravě ve městě Bolšoj Kameň v suchém doku podniku DVZ Zvezda kvůli problémům s chlazením u jednoho z reaktorů. Dne 16. září 2013 na lodi vypukl požár, kdy řezací hořák svařovacího týmu zapálil v hlavní balastní nádrži starý vnitřní pogumovaný povrch. Požár zuřil několik hodin, než se jej místním hasičům podařilo uhasit. Po opravě byla spuštěna na vodu 12. června 2014, v prosinci odplula na základnu a 25. prosince 2014 byla zařazena do flotily.